# 해상화열전
《해상화열전(海上花列傳)》은 청말(1892-1894년)에 간행된 화류(花柳)소설이다. 작자는 한자운(韓子雲), 본명은 방경(邦慶, 1856-1894), 장쑤성(江蘇省) 송강부(松江府) 사람. 전 64회.
당시의 상하이(上海) 화류계에 출입하는 명사·배우 등을 조박재(趙樸齋)라는 화류계에 빠져버린 청년과 관련지어 그린 것으로 특별한 줄거리는 없으나 인물의 생생한 묘사와 함께 당시의 사회상을 사실적으로 그리고 있다. 또한 회화가 쑤저우어(蘇州語)로 씌어져 작품에 더욱 생기를 주고 있다.